# Municipalità locale di Ba-Phalaborwa
Ba-Phalaborwa è una municipalità locale (in inglese Ba-Phalaborwa Local Municipality) appartenente alla municipalità distrettuale di Mopani della provincia del Limpopo in Sudafrica.
Il suo territorio si estende su una superficie di 3.004 km² ed è suddiviso in 16 circoscrizioni elettorali (wards). Il suo codice di distretto è LIM334.

## Geografia fisica

### Confini
La municipalità locale di Ba-Phalaborwa confina a nord con quelle di Greater Letaba e Greater Giyani,  a sud con quella di Maruleng a ovest con quella di Greater Tzaneen, a est con l'Area della Gestione del Distretto LIMDMA33, a sud con l'Area della Gestione del Distretto LIMDMA32.

### Città e comuni
- Ba Phalaborwa Ba Nakome
- Ba-Phalaborwa
- Bashai-Ditlou
- Corundum
- Die Eiland
- Ga-Mashishimale
- Gravelotte
- Gravelotte Township
- La Cotte
- Letaba Ranch
- Leydsdorp
- Lulekani
- Majeje
- Mulati
- Murchison
- Namakgale
- Nondweni
- Phalaborwa
- Selati River

### Fiumi
- Ga-Selati
- Groot Letaba
- Lerwatlou
- Leshogole
- Makwena
- Merekome
- Molatle

### Dighe
- Phalaborwa Barrage